# Crooked House
Crooked House (A Casa Torta, no Brasil / A última razão do crime (1949) ou A Casa Torta (2002), em Portugal) é um romance policial de Agatha Christie, publicado em 1949. 
Segundo a própria autora, este é um de seus dois trabalhos favoritos; o outro é Punição para a Inocência, publicado em 1957.

## Enredo
Aristide Leonides é um octogenário grego riquíssimo imigrado na Inglaterra. Construiu a “casa torta” para habitar com toda a família: sua esposa, cinquenta anos mais jovem(Brenda); dois filhos(Philip e Roger); duas noras(Magda e Clemency); três netos(Sophia, Eustace e Josephine); e uma cunhada(Edith de Haviland), irmã da sua primeira esposa.
A casa era assim chamada não só pela sua particular arquitetura, como também pelas características dos seus habitantes. A neta mais velha, Sophia, é namorada de Charles Hayward, filho do inspetor chefe da Scotland Yard e, quando o avô é assassinado com uma injeção letal de um veneno de efeito quase instantâneo, o casal se empenha em investigar para descobrir o culpado. O principal suspeito, naturalmente, é a jovem viúva. 
Toda a família deseja que ela seja mesmo a culpada... Mas o que acontecerá se o responsável pelo crime for um deles?